# Huawei P50
Huawei P50  — смартфони на базі HarmonyOS, розроблені компанією Huawei, що входять у флагманську серію «P». Лінійка складається з Huawei P50, P50E та P50 Pro. Huawei P50 та P50 Pro були представлені 29 липня 2021 року, а P50E — 17 березня 2022 року разом з Huawei Nova 9 SE та новими варіантами кольорів P50 Pro.
Основною відмінністю Huawei P50E у порівнянні з базовою моделлю стали синій варіант кольору та слабший процесор.

## Дизайн
Екран виконані зі скла. Задня панель у Huawei P50 та P50E виконана зі скла, а в P50 Pro залежно від кольору виконана зі скла, кераміки або штучної шкіри. Бокова всіх моделей частина виконана з алюмінію.
Екран P50 та P50E повністю плаский, а P50 Pro — заокруглений по бокам.
Знизу розташований роз'єм USB-C, динамік, мікрофон та гібридний слот під 2 SIM-картки або 1 SIM-картку і карту пам'яті формату Nano Memory до 256 ГБ. Зверху розміщений другий мікрофон та другий динамік. З правого боку розміщені кнопки регулювання гучності та кнопка блокування смартфону.
Смартфони отримали захист від пилу та вологи за стандартом IP68 (занурення на глибину 1,5 м до 30 хвилин).
Також у P50 Pro на верхньому торці знаходиться ІЧ-порт.
Huawei P50 продається в 3 кольорах: Golden Black (чорний із золотими елементами), Cocoa Gold (золотий) та Pearl White (білий).
Huawei P50E продається у 5 кольорах: Galaxy Blue (матовий синій), Cocoa Gold (золотий) Snow White (білий) та Obsidian Black (чорний із золотими елементами)
Huawei P50 Pro продається у 9 кольорах: (чорний із золотими елементами), Cocoa Gold (золотий) та Pearl White (білий), Charm Pink (рожевий), Dynamic Sky Blue (блакитний; з керамічною задньою панеллю), Rippling Cloud Blue (синій; з керамічною задньою панеллю), Cloud Brocade White (білий; зі шкріяною задньою панеллю), Danxia Orange (помаранчевий; зі шкріяною задньою панеллю) та Galaxy Blue (матовий синій). На глобальному ринку смартфон продається виключно у чотирьох перших кольорах.

## Технічні характеристики

### Платформа
P50 отримав процесор Qualcomm Snapdragon 888 та графічний процесор Adreno 660.
P50E отримав процесор Qualcomm Snapdragon 778G та графічний процесор Adreno 642L.
P50 Pro отримав дві версії: з процесором Qualcomm Snapdragon 888 та HiSilicon Kirin 9000. Другий працює в парі з графічним процесором Mali-G78 MP24.

### Батарея
P50 та P50E отримали батарею об'ємом 4000 мА·год та підтримку швидкої зарядки на 66 Вт.
P50 Pro отримав батарею об'ємом 4360 мА·год, підтримку швидкої зарядки на 66 Вт та бездротової зарядки на 50 Вт.

### Камера
Huawei P50 та P50E отримали основну потрійну камеру Leica Ultra Vision 50 Мп, f/1.8 (ширококутний) з оптичною стабілізацієюю + 12 Мп, f/3.4 (перископічний телеоб'єктив) з 5x оптичним та 50x цифровим зумом + 13 Мп, f/2.2 (ультраширококутний) з автофокусом та здатністю запису відео в роздільній здатності 4K@60fps.
Huawei P50 Pro отримав основну квадрокамеру Leica Ultra Vision 50 Мп, f/1.8 (ширококутний) з оптичною стабілізацією + 64 Мп, f/3.5 (перископічний телеоб'єктив) з 3.5x оптичним та 100x цифровим зумом + 13 Мп, f/2.2 (ультраширококутний) + 40 Мп, f/1.6 (чорно-білий) з автофокусом та можливістю запису відео в роздільній здатності 4K@60fps.
Фронтальна камера всіх моделей отримала роздільність 13 Мп, світлосилу f/2.4 з кутом огляду 100° (ультраширококутний) та можливість запису відео в роздільній здатності 4K@30fps.

### Екран
Huawei P50 та P50E отримали екран діагоналлю 6.5" з роздільною здатнсістю 2700 × 1224, щільністю пікселів 458 ppi та частотою оновлення дисплею 90 Гц.
Huawei P50 Pro отримав екран діагоналлю 6.6" з роздільною здатнсістю 2700 × 1228, щільністю пікселів 450 ppi та частотою оновлення дисплею 120 Гц.
Екрани всіх моделей виконані по технології OLED-екран, мають співвідношенням сторін 19.8:9, круглий вирізом під фронтальну камеру, що розміщений зверху в центрі та вбудваний під дисплей канер відбитків пальців оптичного типу.

### Звук
Смартфони отримали стерео динаміки. Динаміки розташовані на верхньому та нижньому торцях.

### Пам'ять
Huawei P50 та P50E продаються в комплектаціях 8/128 та 8/256 ГБ.
Huawei P50 Pro продається в комплектаціях 8/128, 8/256, 8/512 та 12/512 ГБ.

### Програмне забезпечення
Смартфони працюють на HarmonyOS 2.0 ― операційній системі власного виробництва Huawei.